# Gabriel Ferrán de Alfaro
Gabriel Ferrán de Alfaro (Teruel, 5 de junio de 1932) es un diplomático español jubilado.

## Trayectoria
Hijo de hombre de negocios, estudió en Valencia y Canarias. Tras pasar por varios puestos, en 1971 se especializó en temas comunitarios, hasta 1985. Del 22 de junio de 1981 al 28 de noviembre de 1985 fue representante ante la Comunidad Europea. Ferrán fue el cuarto firmante por parte española, junto con Felipe González, Fernando Morán López y Manuel Marín, del Acta de Adhesión de España a las Comunidades Europeas.
Del 28 de noviembre de 1985 a 1988 fue embajador en Lisboa. Del 15 de febrero de 1991 al 3 de junio de 1994 fue embajador en París. Del 4 de noviembre de 1994 al 13 de junio de 1997 fue embajador en Rabat.
Casado con María Dolores Carrión, el matrimonio tiene tres hijos: Gabriel (ex embajador de España en Afghanistán) Inmaculada e Isabel.